# Everything's Coming up Roses
Everything's Coming up Roses (Tutto rose e fiori) è una canzone del 1959 del musical “Gypsy: A Musical Fable" con liriche di Stephen Sondheim e musica di Jule Styne. L'interprete più famosa della canzone è Ethel Merman, l'originale Rose di Broadway.

## Nel musical
In Gypsy, la canzone viene cantata al termine del primo atto quando Rose, la protagonista, scopre che la figlia preferita, June, è scappata con un ragazzo, mandando così in frantumi i sogni di gloria della madre. La figlia maggiore, Louise, e il compagno di Rose (nonché agente delle ragazze) Herbie, sono sollevati dalla partenza di June, ma la donna decide che, visto che la figlia maggiormente dotata è fuggita, sarà proprio Louise a diventare una grande artista, volendo realizzare i propri sogni di celebrità attraverso di lei.  Infatti la canzone si basa tutta sul gioco di parole del titolo: “Roses” possono essere le rose, ma anche “Rose's” (con il genitivo sassone), cioè “nel modo di Rose”, ovvero nel modo in cui la protagonista si vuole realizzare attraverso il successo delle figlie, prima June, poi Louise. Stesso gioco di parole viene poi ripreso alla fine della canzone Rose's Turn, l'ultima canzone del secondo ed ultimo atto.

## La canzone
La canzone ha avuto la propria genesi nel 1947, quando il paroliere Sammy Cahn scrisse una canzone per il musical High Button Shoes, con la quale un personaggio femminile esprimeva tutta la propria frustrazione nel non riuscire a scegliere tra due uomini. La canzone cominciava con i versi:
I'm betwixt and between,

Have to make my mind up which way to lean.
 
Shall I stop? Shall I go? 

I simply must make my mind up! 

I'm between and betwixt, 

Running in a race someone has fixed. 

Is it to? Is it fro? 

I wish I knew how I'll wind up!
Sono fra e tra

La mia mente deve trovare una scappatoia

Devo fermarmi? Devo andare avanti? 

Devo semplicemente decidere! 

Sono fra e tra

Sto correndo in una gara che qualcuno ha stabilito

È indietro? È in avanti? 

Vorrei sapere cosa accadrà! 

Jule Styne, compositore del musical, scrisse la musica per la canzone, ma il regista decise che questo pezzo musicale era inutile, e lo eliminò dallo spettacolo.
Così, mentre componeva Gypsy, Styne decise di riutilizzare la canzone, usando però nuovi versi scritti da Sondhaim, con il titolo di “Everything's Coming up, Roses”. 
Sondheim ci mise una settimana per trovare il titolo per la nuova canzone: l'autore infatti ricorda: “Il punto era quello di coniare una frase che sembrasse un modo di dire, ma che in realtà fosse stata inventata per lo show (il modo di dire "come up smelling like roses" era molto diffuso nel XX secolo). Il regista di Gypsy, Jerome Robbins, sentendo il titolo chiese “Tutto sarà rose e fiori, che cosa?” spingendo Sondheim a promettere che se qualcun altro – nella produzione, nel pubblico o tra i parenti – avesse fatto confusione, avrebbe dovuto cambiare il titolo”.
Jack Paar ha utilizzato una versione strumentale della canzone nel periodo in cui conduceva il “The Tonight Show”.
Nel 1974 Ethel Merman cantava la canzone con un nuovo testo nella pubblicità del Colgate-Palmolive lavapiatti Val. Nella sua ultima apparizione cinematografica, un piccolo cameo nel film del 1980 “L'aereo più pazzo del mondo”, Ethel Merman interpreta un pilota militare che dopo la guerra, a causa dello shock, si convince di essere la vera Ethel Merman e comincia a cantare Everything's Coming up Roses.
La canzone appare anche, questa volta con ritmo beat, nell'album della Merman del 1979 Ethel Merman Disco Album.

## Altre incisioni
- Rosalind Russell e Lisa Krik nel film del 1969 “La donna che inventò lo strip-tease”[2].
- Bette Midler nel film televisivo “Gypsy” (1993).
- Shirley Bassey nel suo album del 1965 “Shirley Stops the Shows".
- Paul O'Grady ha cantato dal vivo la canzone in una puntata del suo show nel maggio 2006.
- Liza Minnelli ha cantato la canzone nel “Muppet Show”.
- Angela Lansbury, Tyne Daly, Bernadette Peters e Patti LuPone nei revival di Gypsy, rispettivamente, del 1974, 1989, 2003 e 2008.

## Nella cultura di massa
- Un album del cantante e attore inglese Jack Wild del 1971 si intitolava proprio Everything's Coming up Roses.
- Un film gallese del 1989 si intitolava Coming up Roses.
- Un singolo di Black del 1986 si intitolava Everything's Coming up Roses.
- Nel film del 1971 La leggenda del re pescatore, Michael Jeter canta un pezzo della canzone.
- Una canzone del 1995 di Elliott Smith dell'album Elliott Smith si intitolava "Coming Up Roses".
- La canzone viene usata anche nel film del 1997 “Un semplice desiderio”
- I Curve hanno composto una canzone intitolata Everything's Coming up Roses per il loro album del 1998 Come Clean.
- La canzone viene anche usata nell'episodio di Curb Your Enthusiasm “Il compleanno di Ben”.
- Nel film commedia Stuart Saves His Family, il protagonista, Stuart Smalley, ascolta la canzone mentre fa jogging attraverso il parco.
- In una puntata de “I Griffin”, Peter canta “I'm Gonna Make You Famous”, parodia di Everything's Coming up Roses.
- La melodia è stata usata spesso da Paul Shaffer per la colonna sonora dello show con David Letterman
- Nel nono episodio della ventesima stagione de I Simpson, Waylon Smithers canta la canzone.
- La canzone viene usata anche nella serie televisiva “Glee” e viene cantata dal personaggio omosessuale Kurt Hummel, interpretato dall'attore Chris Colfer.
- Nella nona puntata della ventesima stagione de I Simpson, Waylon Smithers accenna una strofa della canzone.
- Nella settima puntata della prima stagione di Smash, "Il Workshop", Leigh Conroy, interpretata da Bernadette Peters, canta la canzone per il cast di Bombshell.